# ベルナール・スリエ症候群
ベルナール・スリエ症候群（ベルナール・スリエしょうこうぐん、英語: Bernard–Soulier syndrome）とは、常染色体劣性遺伝の先天性止血異常症である。ヴォン・ヴィレブランド因子受容体である血小板表面のGPIb/IX 複合体の先天性欠損がその本質である。
名称は、この疾患群を報告したフランス人医師のジャン・ベルナールとジャン・ピエール・スリエに由来する。

## 発症機序
GPIb/IX 欠損はヴォン・ヴィレブランド因子による血小板機能欠損・一次止血機能の欠損を意味する。またシグナル伝達もなされないため、血小板の成熟障害もきたすため、巨大血小板性血小板減少症もみられる。

## 疫学
100万人に一人程度の発症頻度であり、稀な疾患である。GPIbα/GPIbβ、GPIX のいずれかの遺伝子の異常がホモ接合した場合にのみ発症するので、ヘテロ保因者はそれ以上存在する。ヘテロ保因者は通常の検査異常も、症状もみられない。
他の先天性巨大血小板症と比べると最も頻度が高い。

## 症状
重篤な出血傾向を来す。
| 状態                          | プロトロンビン時間 | 活性化部分トロンボプラスチン時間 | 出血時間 | 血小板数             |
| ----------------------------- | ------------------ | -------------------------------- | -------- | -------------------- |
| ビタミンK欠乏 or ワルファリン | 延長               | 変化なし または やや延長         | 変化なし | 変化なし             |
| 播種性血管内凝固症候群        | 延長               | 延長                             | 延長     | 減少                 |
| ヴォン・ヴィレブランド病      | 変化なし           | 延長 or 変化なし                 | 延長     | 変化なし             |
| 血友病                        | 変化なし           | 延長                             | 変化なし | 変化なし             |
| アスピリン                    | 変化なし           | 変化なし                         | 延長     | 変化なし             |
| 血小板減少症                  | 変化なし           | 変化なし                         | 延長     | 減少                 |
| 急性肝不全                    | 延長               | 変化なし                         | 変化なし | 変化なし             |
| 末期肝不全                    | 延長               | 延長                             | 延長     | 減少                 |
| 尿毒症                        | 変化なし           | 変化なし                         | 延長     | 変化なし             |
| 無フィブリノーゲン血症        | 延長               | 延長                             | 延長     | 変化なし             |
| 第V因子欠乏                   | 延長               | 延長                             | 変化なし | 変化なし             |
| 第X因子欠乏                   | 延長               | 延長                             | 変化なし | 変化なし             |
| 血小板無力症                  | 変化なし           | 変化なし                         | 延長     | 変化なし             |
| ベルナール・スリエ症候群      | 変化なし           | 変化なし                         | 延長     | 減少 または 変化なし |
| 第XII因子欠乏                 | 変化なし           | 延長                             | 変化なし | 変化なし             |
| 遺伝性血管浮腫                | 変化なし           | 短縮                             | 変化なし | 変化なし             |

## 治療
抜本的な治療はなく、出血のコントロールが必要であれば、血小板輸血を行なう（他者の正常受容体をもつ血小板を補う）。